# ضحى المدني
ضحى المدني (مواليد 20 أكتوبر 2005)، هي لاعبة كرة قدم مغربية، تلعب في مركز الهجوم في نادي الجيش الملكي والمنتخب المغربي.

## مسيرتها
برزت موهبة المدني في سن (18 عاما) مع منتخب بلادها للناشئات ، عندما كان يخوض تصفيات قارة أفريقيا المؤهلة إلى كأس العالم تحت 17 سنة 2022 في الهند. وفي تلك التصفيات، تمكنت المدني من تسجيل 3 أهداف، وجميعها بمرمى منتخب النيجر، لتساهم مع زميلاتها في تحقيق منتخبهن المغربي إنجاز التأهل إلى كأس العالم لأول مرة في تاريخه.
وفي كأس العالم للناشئات 2022 في الهند، حققت المدني لنفسها إنجازا، بأن تصبح أول لاعبة مغربية تسجل هدفا بالبطولة، وكان بمرمى صاحب الأرض من ضربة جزاء، بالدقيقة 51، لينتصر منتخب المغرب بنتيجة (3-0).
وصعدت لاعبة الجيش الملكي المغربي، مع زميلاتها بنفس الجيل، إلى منتخب المغرب تحت 20 سنة، لتخوض معهن تصفيات قارة إفريقيا المؤهلة إلى كأس العالم تحت 20 سنة 2024 في كولومبيا. وشهدت التصفيات الأفريقية نجاح المدني في تسجيل 3 أهداف مجددا، جميعها بمرمى منتخب غينيا، لتحقق أيضا مع زميلاتها إنجاز تأهل منتخبات الشابات إلى كأس العالم تحت 20 سنة لأول مرة في تاريخه.
وبجانب نجاحاتها بقميص منتخب بلادها، تمكنت المدني من وضع بصمتها محليا، حيث فازت مع فريقها الجيش الملكي بلقب الموسم الماضي من الدوري المغربي للسيدات 2024/2023، وقادتهم للتأهل إلى نهائي دوري أبطال إفريقيا كهدافة للبطولة، بتسجيلها ست أهداف لتقدم نفسها كإحدى المواهب الجديدة في المغرب.

## الإنجازات
الجيش الملكي
- البطولة الوطنية المغربية (2): 2024، 2025
- كأس العرش (3): 2022، 2023، 2024

 المغرب تحت 20
- دورة اتحاد شمال إفريقيا : 2023

 المغرب كرة الصالات
- بطولة أمم إفريقيا لكرة الصالات : 2025

فردية
- هدافة دوري أبطال إفريقيا للسيدات : 2024[5]
- جائزة أفضل لاعبة شابة إفريقية : 2024[6]
- هدافة بطولة أمم إفريقيا لكرة الصالات : 2025[7]
- أفضل لاعب شابة في البطولة الوطنية المغربية : 2025